# Ostravský PRAJD
Ostravský PRAJD je český festival LGBTQ hrdosti, který se od roku 2019 odehrává každoročně v Ostravě. Jeho organizátorem je spolek Ostravský PRIDE. Tradičním závěrem festivalu je pochod hrdosti. 

## Vznik a organizátoři
První ročník festivalu Ostravský PRAJD i s tzv. „průvodem hrdosti“ proběhl v Ostravě v roce 2019 k 50. výročí Stonewallských nepokojů, jedné z nejvýznamnější událostí v queer historii. V lednu 2020 se pak kolektiv jeho organizátorů transformoval z neformálního uskupení do podoby zapsaného spolku s názvem „Ostravský PRIDE“.
Cílem festivalu i spolku je boj za práva LGBT+ lidí a podpora queer angažovanosti v celém regionu. Spolek v Ostravě pořádá nejen festival s průvodem LGBT+ hrdosti, ale i vzdělávací akce a akce budující komunitu a vzdělává širokou veřejnost o právech a životech LGBT+ lidí. Zakládá si na nekomerčním přístupu a vystupuje proti pinkwashingu. Nespolupracuje se společnostmi, které podporu lidských práv vnímají jako marketingovou příležitost. Je komunitně financovaný a snaží se o lowcostové fungování.

## Jednodenní festival (roky 2019 a 2020)
První ročník festivalu se uskutečnil v sobotu 17. srpna 2019. Hlavní událostí byl tzv. „průvod hrdosti“ oslavující gay, lesbickou, bisexuální, transgender aj. kulturu. Pochod začal odpoledne na Masarykově náměstí, odkud se následně vydal po trase Nádražní – Českobratrská – Sokolská třída vydají až do Komenského sadů. Tam do večerních hodin probíhal doprovodný program v podobě proslovů, neformálních přednášek či hudebního vystoupení. Akce se zúčastnilo 500 až 800 lidí, na protiakci dorazila necelá padesátka protestujících. Vzájemnému střetu, o který se účastníci tzv. „hetero pochodu“ snažili, zabránili policisté, a to včetně těžkooděnců. Samotný průvod nebyl jedinou náplní, předcházely mu dvě doprovodné akce, a sice debata s názvem „Minorita v minoritě“ zaměřená na queer příslušníky jiných menšin (v šapitó na Masarykově náměstí ve středu 7. srpna 2019 a o týden později pak promítání filmu Stonewall v Galerii PLATO.
Druhý ročník festivalu se konal v sobotu 22. srpna 2020 a čítal bezmála 20 kulturních a vzdělávacích akcí. Nejvýznamnější byl však průvod hrdosti po stejné trase jako minulý rok, tedy z Masarykova náměstí do Komenského sadů. Po průvodu až do večerních hodin probíhal doprovodný program: vernisáž výstavy o životě LGBT+ seniorek a seniorů, piknik s představením mnoha lidskoprávních organizací či debata o stavu LGBT+ práv v zemích Visegrádské čtyřky. Osvětu v oblasti bezpečného sexuálního chování zajistila organizace Rozkoš bez rizika, u níž bylo rovněž možné nechat se otestovat na HIV. Aktuální otázky LGBT+ komunity byly diskutovány se zástupkyněmi a zástupci Jsme fér, Amnesty International, Logos - LGBT křesťané či Trans*parentu a dalších. Pridovou sobotu zakončilo večerní promítání v ostravském kině Art. Akce se odehrála za zvýšených bezpečnostních opatření, účastnice a účastníci byli povinni mít vzhledem k pandemii nemoci covid-19 roušky.

## Vícedenní festival (roky 2021 a 2022)
Třetí ročník se rozšířil do podoby dvoutýdenní série asi 15 kulturních a vzdělávacích akcí věnovaných podpoře základních lidských práv a rozšíření povědomí o LGBT+ tématech, a to v termínu od 13. do 28. srpna 2021. Festival byl zahájen vernisáží výstavy o LGBT+ osobnostech české historie, která byla dostupná zdarma po celé dva týdny ve Vinném sklepě U Mostu v centru města. Proběhla také beseda o LGBT+ stárnutí a životech seniorů, diskuze o body shamingu, bohoslužba s následným přiblížením života LGBT+ věřících, promítání filmů „Vítejte v Čečensku“ (2020, rež. David France) a „AsexuaLOVE“ (2018, rež. Eva Lammelová), ale také neformální pikniky či pubkvíz a závěrečná cyklojízda městem. Právě závěrečná cyklojízda v tomto roce nahradila průvod hrdosti, který nebyl uspořádaný kvůli bezpečnostním opatřením v souvislosti s bojem proti pandemii nemoci covid-19.
Také čtvrtý ročník festivalu se konal více dní, a sice v termínu od 22. do 30. července 2022. Program se skládal z více než desítky rozmanitých akcí. Návštěvníci se mohli zúčastnit série přednášek a workshopů o právních překážkách queer lidí, o LGBT+ seniorech a uprchlictvu, aktivismu či sexuální práci. V parku si bylo možné poslechnout koncert, bezplatně se otestovat na HIV nebo se zúčastnit pikniku. Svou činnost na festivalu prezentovaly různorodé LGBT+ organizace, se kterými festival spolupracoval. Vrcholem byl, stejně jako v letech 2019 a 2020, průvod hrdosti.

## Další ročníky (2023–2025)
Pátý ročník festivalu se uskutečnil v termínu 22. až 30. července 2023. Již od poloviny července 2023 probíhala výstava „Where Love Is Illegal“, která dokumentovala a zachycovala osobní příběhy o přežití členstva LGBTQI+ komunity po celém světě – nejprve se konala ve Vinném sklepě U Mostu, později v Galerii PLATO (Bauhaus). Dále bylo možné se zúčastnit bloku aktivit „Kvířím, kvíříš, kvíříme: Otevřený prostor sdílení a slejování“, v Antikvariátu Fiducia byl promítnut film Lidi (2022, rež. Kateř Tureček) a v Galerii PLATO (Bauhaus) proběhl workshop „Křetínský sucks! Aneb na jeden den uhlobaronem“. Odehrál se i klasický průvod hrdosti a afterparty. Na průvod dorazily zhruba tři stovky podporovatelů a podporovatelek LGBT+ osob, průvod začal i skončil v Komenského sadech u busty Jana Amose Komenského.
Šestý ročník festivalu byl po několika letech opět jednodenní, proběhl v sobotu 13. července 2024, a to z důvodů materiálních i mentálních kapacit organizátorstva (a tudíž potřeby odpočinku a regenerace), ale též míra politického tlaku. Organizátorstvo si proto ujasňuje, kam se vydat dál a jakým způsobem to dělat, aby to pro něj bylo udržitelné a dodávalo jim to smysl a radost. Uskutečnil se tak pouze průvod a následná afterparty. Začátek průvodu byl tradičně odpoledne v Komenského sadech, měl antikapitalistickou atmosféru a na začátek zazněl proslov organizátorů. Na začátku průvodu byl nesen velký transparent s nápisem „Není kvír svobody bez svobody všech“. Dlouhý průvod pokračoval přes Masarykovo náměstí, Nádražní ulici až ke galerii Plato, která se nachází v bývalém Bauhausu. Před galerií Plato členové průvodu odpočívali a po pěti minutách vyrazili přes Českobratrskou ulici zpět do Komenského sadů. Průvodu se zúčastnilo několik stovek převážně mladých lidí.
Také sedmý ročník festivalu byl jednodenní, uskutečnil se v sobotu 12. července 2025. Průvod hrdosti začal ve 13 hod. v Komenského sadech u busty Jana Amose Komenského, odkud vyšel vstříc protestu proti kvírfobii a duhovému kapitalismu a oslavil společnou komunitní sílu. Týden předtím, v sobotu 5. července 2025, proběhla akce KvírSpace, která měla tři stage, a sice Stoly, Knihovna a Zahrada. Součástí programu byly přednášky, workshopy, malování transparentů či Divadlo utlačovaných. Program se uskutečnil po celý den (10:00 až 17.30 hod.) v PLATO Ostrava, stánky pak představily eFko, Johana's project, Placek, Dekonstrukce distro a Afed distro. Účastníci původu 12. července pak skandovali hesla jako „Horník je slay, Ostrava je gay“ nebo „Celá Ova zpívá s náma, do pr*le s fašistama“. Podle organizátorů bylo cílem průvodu vytvořit bezpečný a přátelský prostor, kde mohou být kvír lidé sami sebou bez obav z odsouzení. Zároveň měla akce upozorňovat na přetrvávající diskriminaci nejen vůči LGBTQ+ lidem, ale i dalším menšinám. Pochodu se zúčastnili také Mladí sociální demokraté, kteří přišli s kombinací několika vlajek podporujících SOCDEM a Palestinu. Na začátku akce byl přítomen i místopředseda sociálních demokratů Lubomír Zaorálek, do průvodu se ale nezapojil. Pochodu se zúčastnilo přibližně 250 lidí. Po skončení pochodu následoval v Komenského sadech doprovodný program, který zahrnoval proslovy a neformální posezení. Večer pokračovala oficiální afterparty v kulturním centru Provoz.